# هوندا بریو
هوندا بریو (به انگلیسی: Honda Brio) (به ژاپنی: ホンダ・ブリオ) یک خودروی شهری، و بعداً خودروی کامپکت کوچک است که توسط شرکت خودروسازی هوندا تولید شده و در بازارهای فیلیپین، تایلند، آفریقای جنوبی، اندونزی و هند به فروش می‌رسد. این خودرو برای اولین بار در سال ۲۰۱۱ معرفی شد.

## نام
واژهٔ بریو در زبان ایتالیایی به معنی جسارت یا استعداد است. در کشور اندونزی، خودروی بریو برای همگام شدن با برنامهٔ «خودروی سبز کم‌هزینه» (به انگلیسی: Low Cost Green Car) (مخفف انگلیسی: LCGC)، که در این کشور اجرا می‌شود، دارای یک نام بومی در بازار اندونزی است. واژهٔ ساتیا (به سانسکریت: واقعی، اصل، بی‌ریا یا باوفا) که در نام این خودرو ادغام شده‌است، با اضافه شدن نام نمایندگان فروش در اندونزی، با نام رسمی «هوندا پراسپکت موتور بریو ساتیا» در برنامهٔ LCGC شناخته می‌شود.

## نسل نخست (دی‌دی۱ و دی‌دی۲؛ ۲۰۱۱–اکنون)

### مدل مفهومی
هوندا نیو اسمال مفهومی برای اولین بار در نمایشگاه بین‌المللی خودروی تایلند در سال ۲۰۱۰ به نمایش گذاشته‌شد. این خودرو جهت قرار گرفتن در کلاسی پایین‌تر از مدل فیت/جز در بازارهای نوظهوری نظیر تایلند و هند توسعه یافته‌بود.

### مشخصات فنی
هوندا بریو تا سال ۲۰۱۶ در بازار اندونزی با دو نوع موتور چهارسیلندر خطی بنزینی ۱٫۲ لیتری L12B آی-وی‌تک با نیروی خروجی ۸۷ اسب بخار (۶۵ کیلووات)، و ۱٫۳ لیتری L13A آی-وی‌تک با نیروی خروجی ۹۹ اسب بخار (۷۴ کیلووات) عرضه می‌شد. این خودرو با چند جعبه‌دنده شامل ۵ سرعتهٔ دستی، ۵ سرعتهٔ خودکار، یا یک جعبه‌دندهٔ متغیر پیوسته در دسترس بود. مصرف سوخت این خودرو معادل ۵٫۲ لیتر بر ۱۰۰ کیلومتر (۴۵٫۲ مایل بر گالون آمریکایی) با جعبه‌دندهٔ دستی، و ۶٫۱ لیتر بر ۱۰۰ کیلومتر (۳۸٫۶ مایل بر گالون آمریکایی) با جعبه‌دندهٔ خودکار بود.

### ایمنی
تجهیزات ایمنی این خودرو عبارتند از: دو کیسه هوا در جلو، سیستم ترمز ضد قفل، توزیع نیروی ترمز الکترونیکی و کمربندهای ایمنی پیش‌کشنده. کیسه هوای راننده نیز بی سیستم بازشدن چند مرحله‌ای مجهز است. دماغهٔ جلوی خودرو نیز جهت افزایش ایمنی عابران پیاده، به گونه‌ای طراحی شده‌است که نیروی برخورد را خنثی کند.
این خودرو در چرخ‌های جلو از ترمزهای دیسکی و در چرخ‌های عقب از ترمزهای کاسه‌ای بهره‌مند است. افزایش تدریجی نیروی ترمز نیز از تکان‌های ناگهانی پیشگیری می‌کند.

### بازارها

#### تایلند
نسل اول هوندا بریو در ماه مارس سال ۲۰۱۱ وارد بازار کشور تایلند شد.

#### هند
هوندا بریو در کشور هند، توسط زیرمجموعهٔ شرکت هوندا، هوندا کارز هند (HCIL)، و در کارخانهٔ این شرکت در نویدا بزرگ برای بازار جنوب آسیا مونتاژ می‌شود. بیش از ۸۰٪ از قطعات این خودرو توسط قطعه‌سازان هندی تولید و تأمین می‌شوند. کارخانهٔ واقع در راجستان همچنین قطعات بریو را به تایلند صادر می‌کند. هوندا بریو در هند در سه تیپ وی، وی‌ایکس و وی‌ایکس بی‌ال عرضه می‌شود.
با توجه به روند رو به کاهش فروش هوندا بریو در هند، و فروش تنها ۲ دستگاه از این خودرو در ماه ژانویه ۲۰۱۹، شرکت هوندا کارز هند (با نام سابق هوندا سیل کارز ایندیا) از ماه فوریه ۲۰۱۹ تولید این خودرو را در خط تولید خود در هند متوقف کرد. پس از توقف تولید بریو، هوندا آمیز توسط شرکت هوندا کارز هند به عنوان جانشین این خودرو در بازار هند معرفی شد.

#### اندونزی

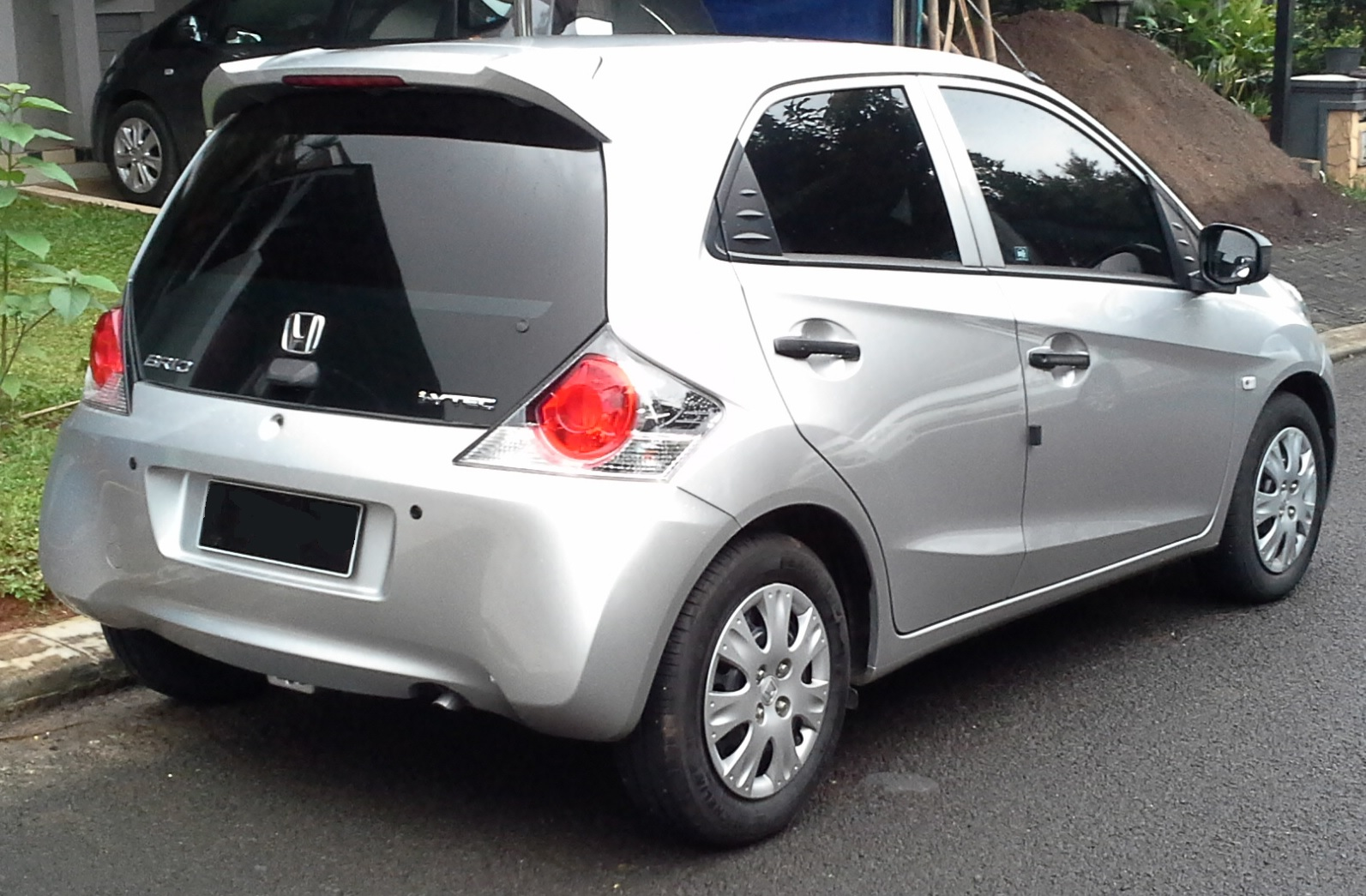
هوندا بریو ۱٫۳ اس ۲۰۱۳ (دی‌دی۲؛ پیش از تغییر چهره، اندونزی)

بریو در تاریخ ۲ اوت ۲۰۱۲ به بازار اندونزی معرفی شد. این خودرو در کشور تایلند تولید می‌شد و به کشور اندونزی صادر می‌شد.
شرکت هوندا برای پاسخ به تقاضای بازار اندونزی، مونتاژ این خودرو را در اوت ۲۰۱۳ در این کشور آغاز کرد. پیش از آغاز اجرای برنامهٔ LCGC (خودروی سبز کم‌هزینه) در اندونزی، این خودرو تا سال ۲۰۱۶ از یک موتور ۱٫۳ لیتری L13Z آی-وی‌تک به جای موتور ۱٫۲ لیتری L12B آی-وی‌تک بهره‌مند بود.
در سپتامبر ۲۰۱۳ و با آغاز اجرای برنامهٔ LCGC، بریو در ۶ سطح امکانات عرضه می‌شد که شمال تیپ‌های ساتیا ای، ساتیا اس، ساتیا ئی، اس، ئی و اسپورت می‌شدند. به ترتیب تیپ‌های اول تا پنجم به صورت بومی و با موتور ۱٫۲ لیتری تولید می‌شدند، و تیپ اسپورت، که از کشور تایلند وارد اندونزی می‌شد، به موتور ۱٫۳ لیتری مجهز بود. تیپ‌هایی که تحت نام بریو ساتیا عرضه می‌شدند، تنها با جعبه‌دندهٔ ۵ سرعتهٔ دستی قابل خریداری بودند. در حالی که تیپ‌های اس و ئی (فاقد نشان ساتیا) فقط به جعبه‌دندهٔ خودکار مجهز می‌شدند. تیپ اسپورت با هر دو نوع جعبه‌دندهٔ دستی و خودکار در دسترس بود، اما عرضهٔ این تیپ در دسامبر ۲۰۱۳ متوقف شد. در حال حاضر تیپ ساتیا ئی با جعبه‌دندهٔ سی‌وی‌تی در دسترس خریداران قرار دارد. در سال ۲۰۱۵، هوندا بریو ساتیا سومین خودروی پرفروش از گروه خودروهای LCGC بود.

#### فیلیپین
بریو در سپتامبر ۲۰۱۴ طی نمایشگاه بین‌المللی خودروی فیلیپین به بازار فیلیپین معرفی شد.

#### آفریقای جنوبی
هوندا بریو در ماه دسامبر ۲۰۱۲ وارد بازار آفریقای جنوبی شد.

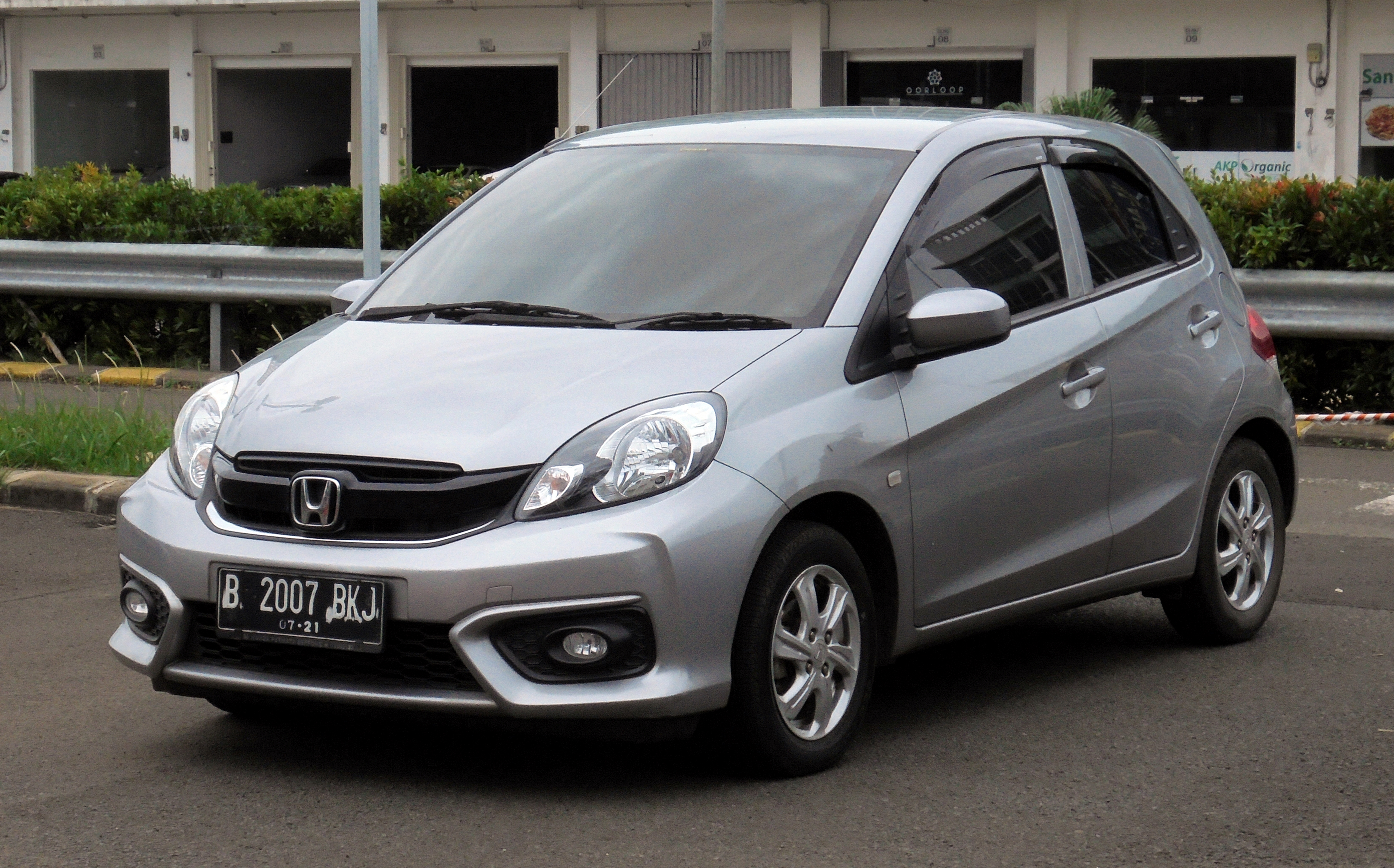
هوندا بریو ساتیا ۱٫۲ ئی ۲۰۱۶ (دی‌دی۱؛ تغییر چهره، اندونزی)

### تغییر چهره ۲۰۱۶
نسخهٔ ویژهٔ بازار اندوزی هوندا بریو با طراحی بروزرسانی‌شده در تاریخ ۷ آوریل ۲۰۱۶ و در نمایشگاه بین‌المللی خودروی اندونزی رونمایی شد. این تغییر چهره تغییراتی نظیر طراحی جدید چهرهٔ جلو، چراغ‌های عقب و داشبود، بهره‌مندی از جعبه‌دندهٔ متغیر پیوسته به عنوان جایگزین نوع ۵ دندهٔ خودکار را شامل می‌شد. همچنین یک تیپ جدید با نام آراس نیز به سطوح مختلف امکانات این خودرو افزوده شد. این تیپ به عنوان بالاترین سطح امکانات برای خودروی هوندا بریو، جایگزین تیپ اسپورت شد. بریو با طراحی جدید، در مهٔ ۲۰۱۶ در تایلند و پس از آن در ۴ اکتبر ۲۰۱۶ در هند رونمایی شد.
در آوریل ۲۰۱۶، بریو در بازار اندونزی در سه تیپ مختلف موجود بود که تمامی آن‌ها امنون به موتور ۱٫۲ لیتری مجهز بودند. تیپ‌های مورد اشاره شامل ساتیا اس، ساتیا ئی و آراس بودند. تیپ ساتیا اس تنها با جعبه‌دندهٔ ۵ سرعته دستی عرضه می‌شد.

## نسل دوم (دی‌دی۱؛ ۲۰۱۸–اکنون)
نسل دوم هوندا بریو در تاریخ ۲ اوت ۲۰۱۸ در بیست و ششمین نمایشگاه بین‌المللی خودروی گایکیندو در اندونزی به نمایش درآمد. پیش‌نمایشی از نمای ظاهری این خودرو با معرفی مدل مفهومی اسمال آراس در نمایشگاه بین‌المللی وسایل نقلیهٔ اندونزی (متفاوت با نمایشگاه گایکیندو) در آوریل ۲۰۱۸ در معرض دید عموم قرار گرفته‌بود. بر خلاف نسل دوم مدل امیز، نسل دوم بریو از همان پلت‌فرم استفاده شده برای نسل اول بهره‌مند است. جلوپنجره، درهای جانبی عقب، در صندوق و چراغ‌های عقب از نو طراحی شده‌اند و چراغ‌های جلو نیز از نسل دوم موبیلیو پس از تغییر چهره به این خودرو رسیده‌اند. با این حال برای این نسل، از درهای جانبی نسل اول بریو، و داشبورد و سپر جلوی مدل تغییر چهرهٔ نسل اول استفاده شده‌است. در شیشه‌ای صندوق عقب نیز اکنون با در صندوق مرسوم جایگزین شده‌است.
صادرات این خودرو از اندونزی برای عرضه در بازارهای دیگر، از ۲۶ مارس ۲۰۱۹ آغاز شد.

### بازارها

#### اندونزی
در بازار اندونزی، نسل دوم در همان تیپ‌های برابر با نمونهٔ تغییر چهره یافتهٔ نسل اول عرضه می‌شود.
قیمت‌های این نسل در تاریخ ۱۲ سپتامبر ۲۰۱۸ اعلام شدند. قیمت این خودرو از ۱۳۹ میلیون روپیه اندونزی بریو ساتیا اس با جعبه‌دندهٔ دستی آغاز شده و بالاترین قیمت متعلق به مدل بریو آراس با جعبه‌دندهٔ سی‌وی‌تی و معادل ۱۹۰ میلیون روپیه اندونزی است.
۲۰۰ دستگاه نخست از نسل دوم هوندا بریو در جاکارتا و در تاریخ ۱۳ اکتبر ۲۰۱۸ به خریداران تحویل داده‌شد. فروش این خودرو در سطح کشور اندونزی در همان ماه آغاز شد.

#### فیلیپین
نسل دوم بریو در ۲۳ آوریل ۲۰۱۹ وارد بازار فیلیپین شد. این خودرو که از کشور اندونزی به فیلیپین وارد می‌شود، در تیپ‌های اس ام‌تی (با جعبه‌دندهٔ دستی)، وی سی‌وی‌تی (با جعبه‌دندهٔ سی‌وی‌تی)، آراس سی‌وی‌تی، و آراس بلک تاپ سی‌وی‌تی در این کشور عرضه می‌شود.

#### ویتنام
نسل دوم مدل بریو آراس به عنوان یک خودروی پروتوتایپ (نمونهٔ اولیه) در ماه اکتبر ۲۰۱۸ در نمایشگاه خودروی ویتنام به نمایش درآمد. فروش این خودرو در ویتنام از آوریل ۲۰۱۹ آغاز خواهد شد. همانند خودروهای عرضه شده در بازار فیلیپین، هوندا بریو برای عرضه در بازار کشور ویتنام نیز از اندونزی به این کشور صادر می‌شود.

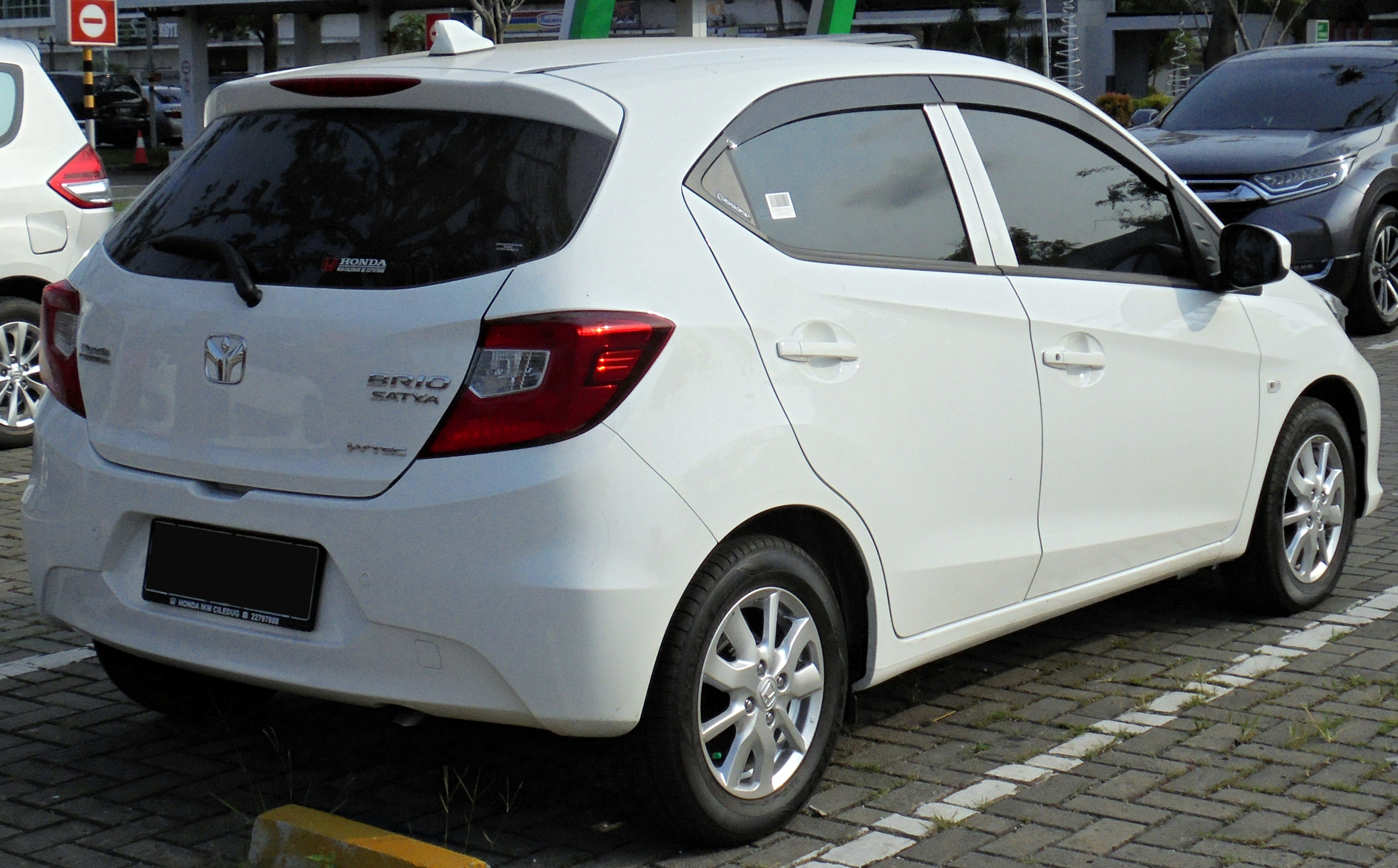
هوندا بریو ساتیا ۱٫۲ ئی ۲۰۱۸ (دی‌دی۱؛ اندونزی)
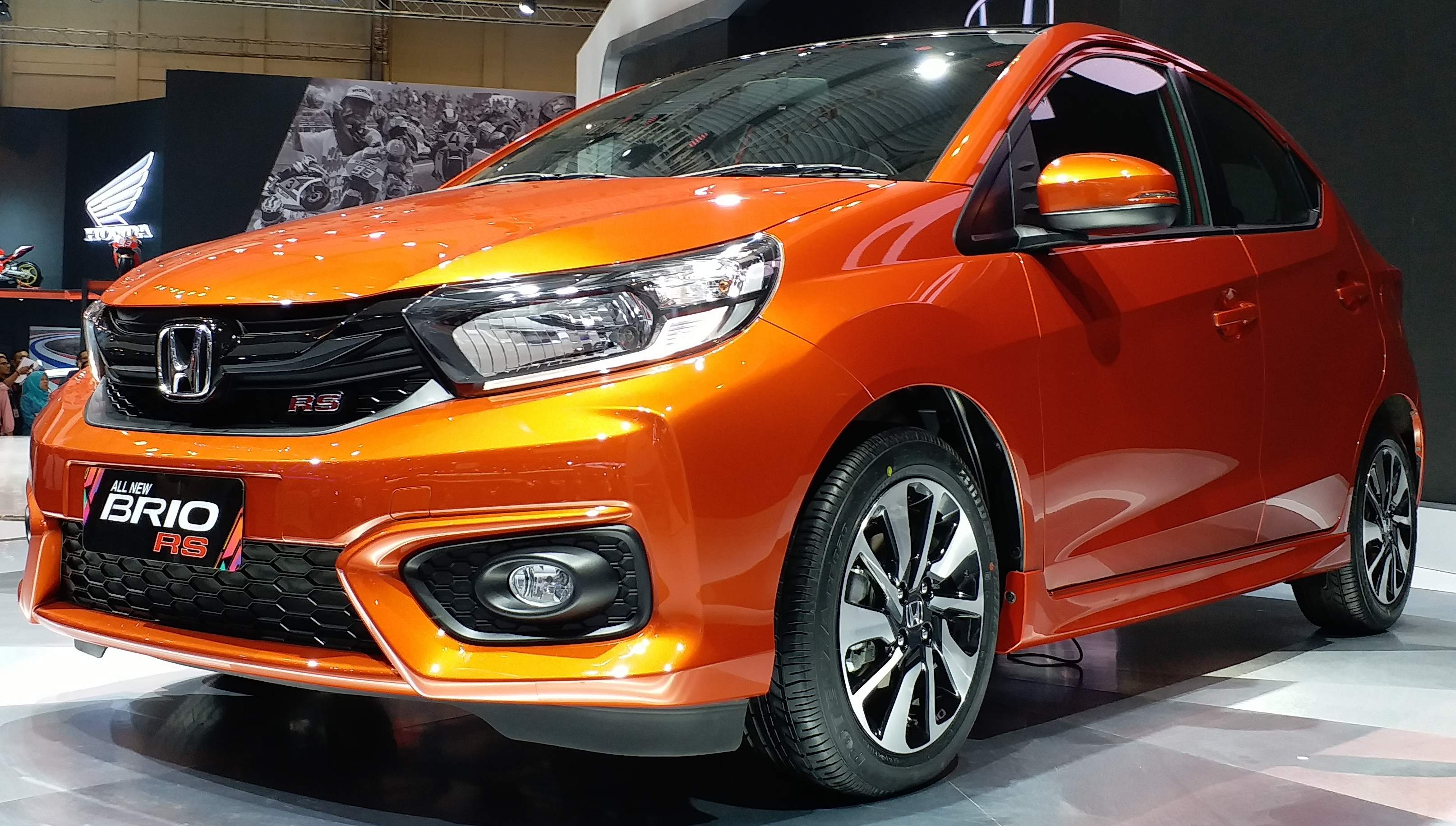
هوندا بریو ۱٫۲ آراس ۲۰۱۸ (دی‌دی۱؛ اندونزی)
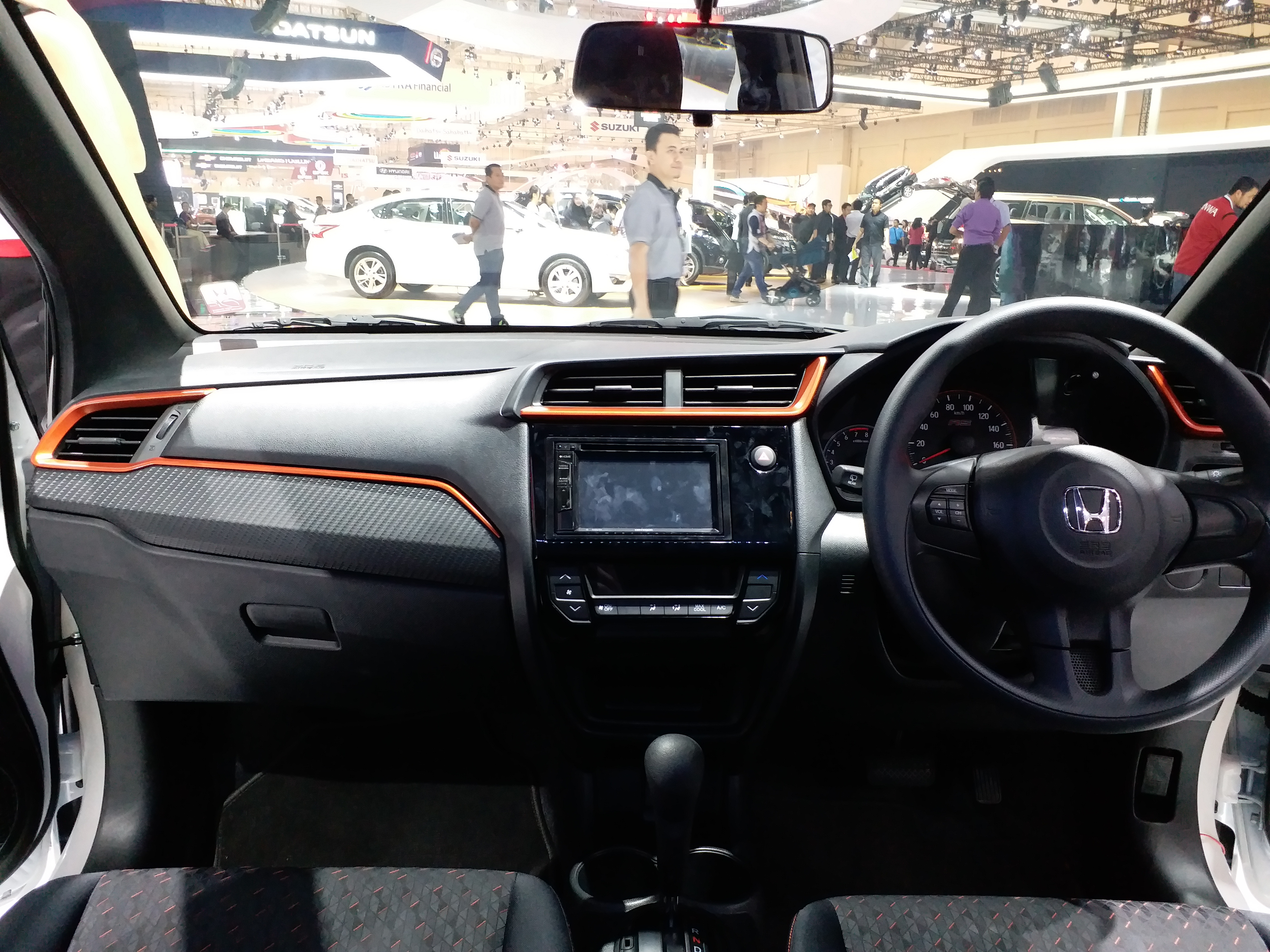
نمای داخلی هوندا بریو ۱٫۲ آراس ۲۰۱۸ (اندونزی)
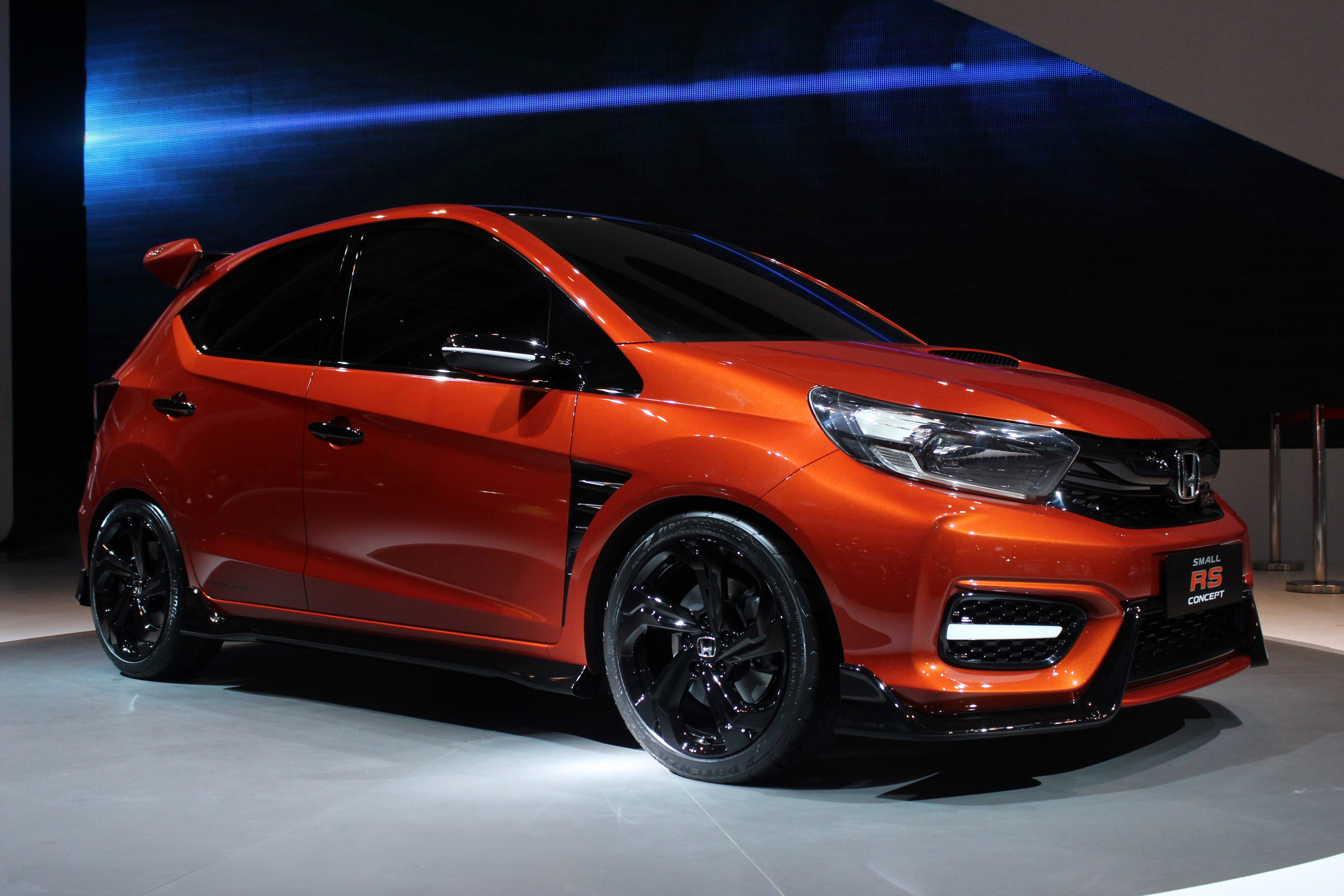
هوندا اسمال آراس مفهومی

## فروش
هوندا بریو قرار بود در اوایل سال ۲۰۱۱ وارد بازار هند شود؛ اما با وقوع زمین‌لرزه و سونامی ۲۰۱۱ توهوکو این رونمایی به تعویق افتاد و سرانجام این خودرو در ماه سپتامبر ۲۰۱۱ و با قیمت پایهٔ ₹۳۹۵,۰۰۰ به بازار هند معرفی شد و به مدل جز در گروه خودروهای هاچ‌بک کامپکت کوچک هوندا در هند پیوست. در بازار کشور هند، این خودرو در مقابل خودروهایی همچون مدل‌های سوییفت و ریتز شرکت ماروتی سوزوکی، هیوندای آی۱۰، فورد فیگو، نیسان میکرو و تویوتا اتیوس لیوا قرار گرفت. تولید و عرضهٔ نسل اول هوندا بریو در هند، با توجه به فروش و تقاضای بسیار کم، در نوامبر ۲۰۱۸ متوقف شد.
فروش این خودرو با وقوع سیل در تایلند، و به دنبال آن تعطیلی کارخانهٔ هوندا در این کشور، باری دیگر تحت تأثیر قرار گرفت. با توجه به این‌که قطعات مورد نیاز برای تولید بریو در هند، در کشور تایلند تولید شده و به هند صادر می‌شدند، تولید این خودرو در خط تولید هند نیز برای بیش از یک ماه متوقف شد. روند مونتاژ در این کارخانه از ۱۵ فوریهٔ ۲۰۱۲ از سر گرفته‌شد.
در کشور اندونزی، در ۱۰ ماههٔ اول سال ۲۰۱۴، ۹٬۸۵۳ دستگاه از مدل خارج از برنامهٔ LCGC بریو به فروش رسید، در حالی که ۲۱٬۹۵۹ دستگاه از بریو ساتیا، که مدلی مطابق با این برنامه بود، فروخته شده‌بود. از ماه ژانویه تا اوت ۲۰۱۶، در مجموع ۲۰٬۳۰۸ دستگاه بریو ساتیا به فروش رسیده‌بود که ۵٬۸۱۲ دستگاه از آن‌ها تنها در ماه اوت توسط مشتریان خریداری شده‌بودند. از زمان معرفی تا ماه ژوئیه ۲۰۱۸، مجموعاً ۲۳۷٬۲۷۲ دستگاه از نسل اول هوندا بریو در اندونزی به فروش رسیده‌بود. فروش نسل دوم بریو در ماه اکتبر ۲۰۱۸ به ۶٬۷۰۳ دستگاه رسید.
در سال ۲۰۱۷، مجموع فروش این خودرو در آسیا و اقیانوسیه به رقم ۶۵٬۳۲۵ دستگاه رسید که در مقایسه با سال گذشته، ۲۶٪ افزایش فروش را نشان می‌داد.
| سال تقویمی | تایلند | اندونزی | هند    |
| ---------- | ------ | ------- | ------ |
| ۲۰۱۲       |        | ۸٬۰۰۲   |        |
| ۲۰۱۳       |        | ۱۷٬۱۶۵  |        |
| ۲۰۱۴       | ۱٬۸۹۶  | ۳۸٬۶۹۳  | ۱۳٬۲۴۶ |
| ۲۰۱۵       | ۸۲۲    | ۴۳٬۴۲۶  | ۱۰٬۶۱۸ |
| ۲۰۱۶       | ۸۳۵    | ۴۶٬۴۹۶  | ۷٬۲۶۰  |
| ۲۰۱۷       | ۱٬۵۰۴  | ۵۳٬۹۵۸  | ۵٬۴۱۲  |
| ۲۰۱۸       |        | ۵۹٬۲۵۱  | ۲٬۲۷۷  |

## فراخوان‌ها
در مهٔ ۲۰۱۴، شرکت هوندا ۳۲٬۰۰۰ دستگاه از خودروهای بریو و آمیز را به دلیل امکان وجود نقص در مونتاژ سوپاپ تناسب روغن ترمز، برای بررسی به تعمیرگاه‌های مجاز خود فراخواند. این فراخوان تنها به خودروهای فاقد سیستم ترمز ضد قفل محدود می‌شد.

## انواع بدنه

### سدان
هوندا بریو در نوع سدان، با نام آمیز شناخته می‌شود.

### ام‌پی‌وی
خودروی موبیلیو نوع ام‌پی‌وی (مینی‌ون) از مدل بریو است.

### شاسی بلند
خودروی بی‌آر-وی نوع شاسی بلند (اس‌یووی) از مدل بریو است.